# Spyware Doctor
Spyware Doctor is een computerprogramma om infecties van een computer te verwijderen. Dit programma is ontwikkeld door PC Tools voor Windows XP en hoger. Als het programma de computer gescand heeft, laat het de gevonden infecties zien. Het programma kan verschillende soorten infecties opsporen:
- Adware en spyware
- Backdoors
- Browser Helper Objects
- Dialers
- Downloaders
- Hijackers
- Keyloggers en andere monitoringssoftware
- Valse anti-spywareproducten
- Rootkits

Spyware Doctor is niet gratis maar een gratis scanversie wordt aangeboden om real-time bescherming en scans voor infecties te bieden. De volledige versie kan echter ook de infecties verwijderen. Het is dus een vorm van shareware.